# Велика Стара Вас
Велика Стара Вас (словен. Velika Stara Vas) насеље у општини Гросупље у централној Словенији покрајина Долењска. Општина припада регији Средишња Словенија.
Налази се на надморској висини 370,4 м, површине 2,39 км². Приликом пописа становништва 2002. године насеље је имало 109 становника.